# Umount

umount — утилита командной строки в UNIX-подобных системах. Применяется для размонтирования файловых систем, предварительно смонтированных посредством вызова утилиты mount. Для её использования требуются привилегии суперпользователя.
Утилита автоматически вызывается при инициировании процесса выключения компьютера (например, командой shutdown).

## Пример
Размонтирование раздела hda2:
```
  
umount
 
/dev/hda2

```

## Ключи
Размонтирование всех смонтированных файловых систем (кроме корневой):
```
  
umount
 
-a

```

Принудительное размонтирование, вне зависимости, используется ли устройство или нет:
```
  
umount
 
-f
 
/cdrom

```

## Расположение
В зависимости от ОС расположение утилиты может различаться:
- FreeBSD — /sbin/umount
- Linux — /bin/umount